# Калкулационна точка
| Калкулационна точка | Точки за разстояние |
| ------------------- | ------------------- |
| 20–24               | 4.8                 |
| 25–29               | 4.4                 |
| 30–34               | 4.0                 |
| 35–39               | 3.6                 |
| 40–49               | 3.2                 |
| 50–59               | 2.8                 |
| 60–69               | 2.4                 |
| 70–79               | 2.2                 |
| 80–99               | 2.0                 |
| 100–169             | 1.8                 |
| над 170             | 1.2                 |

Калкулационната точка (още известна и като конструкционна точка и критична точка) в ски скоковете е точката на шанца за ски скокове, от която надолу ъгълът на спускането намалява. При достигането ѝ по време на състезание по ски скокове се дават 60 точки за разстояние на състезателя. За всеки метър повече или по-малко се добавят или отнемат точки. При ски полетите се дават по 120 точки за разстояние за достигането на точката.
Калкулационната точка е използвана за категоризиране на големините на шанците до 2004 година. От 20 до 45 метра са малките шанци, от 46 до 74 — средните, от 75 до 99 — нормални, от 100 до 130 — големи и от 145 до 195 — шанци за ски полети.
Обикновено линията на достигане на калкулационната точка е маркирана с червено.
|  | Тази страница частично или изцяло представлява превод на страницата Konstruktionspunkt в Уикипедия на немски. Оригиналният текст, както и този превод, са защитени от Лиценза „Криейтив Комънс – Признание – Споделяне на споделеното“, а за съдържание, създадено преди юни 2009 година – от Лиценза за свободна документация на ГНУ. Прегледайте историята на редакциите на оригиналната страница, както и на преводната страница, за да видите списъка на съавторите. ВАЖНО: Този шаблон се отнася единствено до авторските права върху съдържанието на статията. Добавянето му не отменя изискването да се посочват конкретни източници на твърденията, които да бъдат благонадеждни. |